# Pepsi Cola-Alba Cucine
La Pepsi Cola-Alba Cucine è stata una squadra maschile italiana di ciclismo su strada, attiva nel professionismo dal 1987 al 1989.

## Cronistoria

### Annuario
| Anno | Codice | Nome                   | Cat. | Biciclette | Dirigenza                                                      |
| ---- | ------ | ---------------------- | ---- | ---------- | -------------------------------------------------------------- |
| 1987 | -      | Pepsi Cola-Alba Cucine | Pro  | Fanini     | Dir. sportivi: Mauro Battaglini, Simone Fraccaro, Franco Gini  |
| 1988 | -      | Pepsi Cola-FNT-Fanini  | Pro  | Fanini     | Dir. sportivi: Simone Fraccaro, Giuseppe Lanzoni, Robin Morton |
| 1989 | -      | Pepsi Cola-Alba Cucine | Pro  | Fanini     | Dir. sportivi: Franco Gini, Donato Giuliani                    |

## Palmarès

### Grandi Giri
- Giro d'Italia

Partecipazioni: 1 (1989)
Vittorie di tappa: 0
Vittorie finali: 0
Altre classifiche: 0
- Tour de France

Partecipazioni: 0
- Vuelta a España

Partecipazioni: 0